# Chiesa di San Valentino (Nogaredo)
La chiesa di San Valentino è la parrocchiale di Noarna, frazione di Nogaredo in Trentino. Fa parte della zona pastorale della Vallagarina dell'arcidiocesi di Trento e risale al XVII secolo.

## Storia

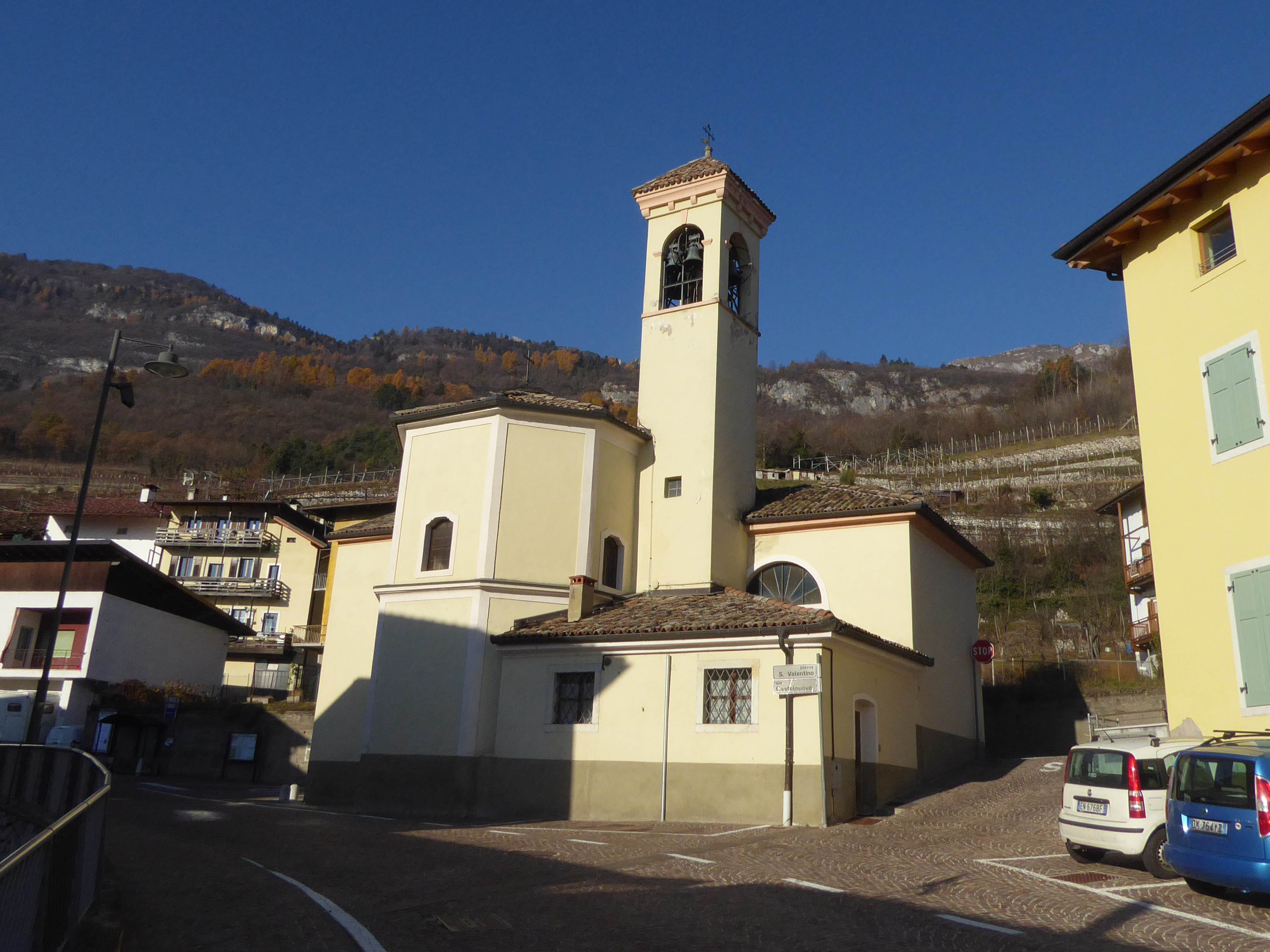
Parte laterale destra con cappella laterale, abside e torre campanaria

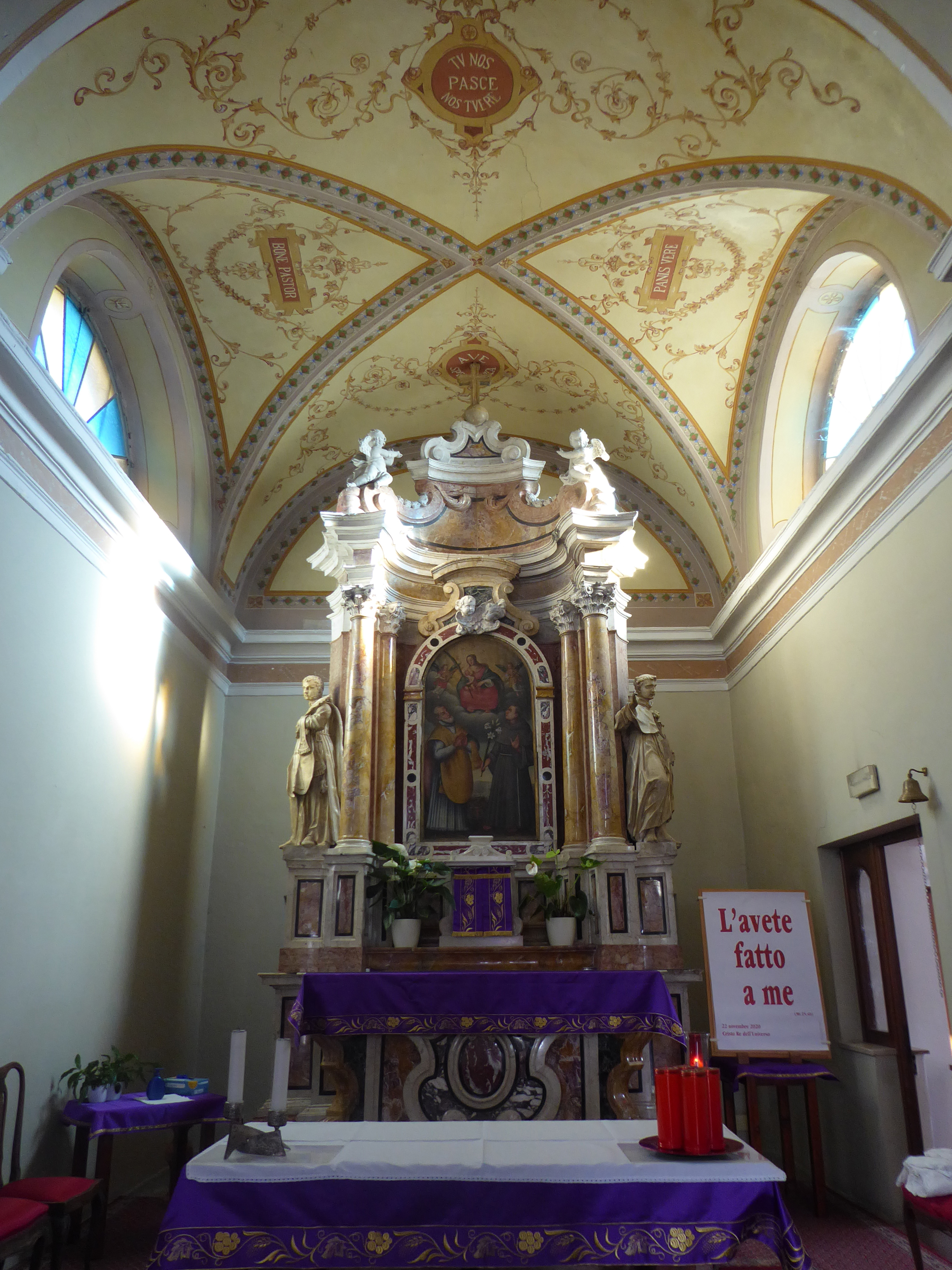
Presbiterio

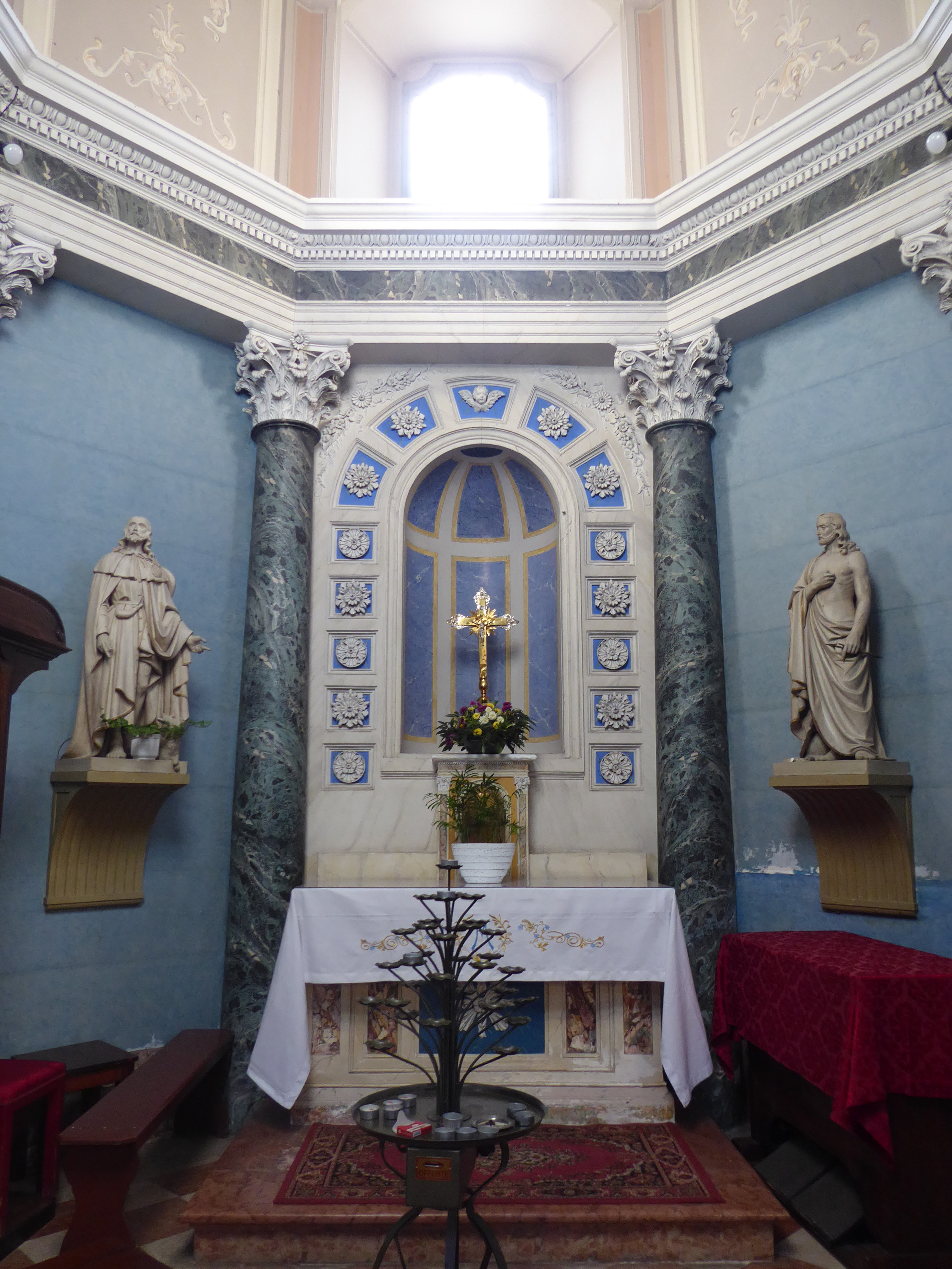
Cappella laterale

La chiesa di Noarna è stata quasi certamente edificata nella prima metà del XVII secolo ma dopo il 1619, perché negli atti visitali di quell'anno non viene menzionata e la sua prima citazione risale al 1636.
All'inizio del XVIII secolo, quasi un secolo dopo, il tempio venne riedificato in forme moderne per adattarlo alle necessità dei fedeli e i lavori vennero conclusi nel 1728, quando il rinnovato luogo di culto venne benedetto.
Attorno alla seconda metà del secolo la popolazione avvertì il bisogno di erigere una cappella dedicata ai santi Rocco e Sebastiano come ringraziamento per essere stata risparmiata dall'epidemia di colera che aveva colpito l'intera zona nel 1855. Questo comportò un ampliamento della fabbrica originaria.
Negli anni settanta del XX secolo l'edificio fu oggetto di un intervento di restauro conservativo che riguardò l'impianto della copertura, gli intonaci delle parti murarie, la pavimentazione della sala e le vetrate alle finestre. Nel secolo successivo e sino al 2013 continuarono poi altri interventi sugli impianti, in particolare su quello per il riscaldamento.

## Descrizione

### Esterni
La facciata a capanna a due spioventi presenta il portale architravato e incorniciato con un frontone spezzato sovrastato in asse dalla finestra a lunetta e dall'oculo poligonale. La torre campanaria si alza in posizione arretrata sulla destra accanto alla sagrestia e la cella si apre con quattro finestre a monofora.

### Interni
La navata è unica e suddivisa in due campate. La pavimentazione della sala ricorda quella delle aie dei contadini. Sull'altar maggiore, in marmo, la pala rappresenta la Madonna Regina con Bambino, angeli musicanti e Santi Valentino ed Antonio, e risale al XVII secolo. Sulla destra dell'unica navata si apre la cappella eretta tra 1859 e 1862. In alto ha una piccola cupola con lucernario al centro e sull'altare la statua della Madonna Addolorata, opera di Giovanni Battista Pettena, già autore di due sculture poi poste nella Chiesa di San Volfango a Moena, sua città natale. Attraverso l'arco santo si accede al presbiterio leggermente elevato con volta riccamente decorata.